# Bonwapitse
Bonwapitse est une ville du Botswana.